# Хелсинг (организация)
Вижте пояснителната страница за други значения на Хелсинг.
Организация Хелсинг (позната и като Кралски орден на протестантските рицари) е измислена организация от манга поредицата Хелсинг на Коута Хирано.
Името Хелсинг е взето от името Ейбрахам Ван Хелсинг (главен герой в книгата Дракула на Брам Стоукър). Лидерът на организацията Integral Fairbrook Wingates Hellsing (накратко Интегра Хелсинг) е правнучка на стария професор. Във вселената на Хелсинг, организацията има важна роля в управлението на монархията (Великобритания), зад което стои аристокрация в сянка. Организацията е натоварена със задачата да защитава бреговете на острова от всякакви свръхестествени заплахи. Начините, по които тя се справя със заплахите, а именно използването на анти-християнски методи и създания, води до спорове особено в мангата. В аниме сериала агенцията прилича на антитерористична полувоенна ударна група в униформи. В мангата и в ОВАта воиниците са рядко срещани, а акцентът пада върху главните герои.

## История
Намекнато е, че организацията Хелсинг е основана от Ейбрахам Ван Хелсинг, малко след събитията от романа на Брам Стоукър, като отговор на заплахата от вампирите и сблъсъка му с Дракула. Целта на организацията е да прекрати съществуването на всякакви нечовешки същества. По традиция се оглавява от наследниците на Ейбрахам, като те са единствените, които могат да контролират Алукард „Плодът от труда на фамилия Хелсинг“, върху който са извършени много експерименти докато той стане перфектният немъртъв, използван в борба с други немъртви. През 1944 Артър, тогавашния директор на организацията, изпраща Алукард и 14-годишния Walter C. Dornez да сложат край на опитите на Милениум да създаде изкуствени вампири, които могат да помогнат на нацистите да спечелят Втората световна война. Мисията им е успешна, въпреки че неуспяват да убият ключовите фигури на Милениум. След войната е решено, че Алукард е прекалено силен и потенциално опасен, за да се използва като оръжие, и затова е заключен в подземията на имението Хелсинг. След смъртта на Артър, Интегра Хелсинг става директор на организацията. Нейният чичо Ричард Хелсинг възнамерява да я убие и да вземе управлението на организацията в свой ръце, но е възпрян от Алукар, който е събуден от 20-годишен покой благодарение на Интегра. Тя сама изстрелва куршумът, който убива Ричард Хелсинг. Иминали са десет години откакто Интегра поема контрола над Хелсинг.

## Членове
Алукард
Главен герой в анимацията. Като най-силен войн в организация Хелсинг, той служи като неин специален коз. Той е не само вампир, той е най-древният вампир. Роден е някъде около 1400-тната година.
Интегра Хелсинг
Потомък на Ейбрахам Ван Хелсинг. Наследява ръководния пост в организацията от фамилия Хелсинг на 13-годишна възраст (12 в мангата), когато баща ѝ умира. Освен това тя е господарка на Алукард. Интегра е красива, интелигентна и силна. Тя е уважавана и почитана дори и от най-заклетите си врагове.
Серас Викториа
19-годишно сираче. Серас е била член на полицейския отряд 11, но при мисия Алукард я ранява смъртоносно и тя решава да премине в редиците на немъртвите отколкото да приеме смъртта. Служи на Алукард и по този начин и на Интегра и на организацията.
Walter C. Dornez
Уолтър е 69-годишен оттеглил се член на организация Хелсинг. В началото на аниме сериала участва само като прислужник на Интегра. По-късно обаче, когато организация Хелсинг е атакувана, показва защо е носил прякора „Ангел на смъртта“.
По някакъв начин Докторът му промива мозъка и сега той се бие за Милениум като вампир.

## Персонал и екипировка
Организация Хелсинг разполага с корпус войници, отговорни за охраната на имението Хелсинг в аниме сериала, както и за водене на офанзивни операции срещу различни цели. В мангата и ОВА версията този отряд е рядко споменаван до атаката на Братята Валантайн, където отрядът е унищожен до човек от подивели гулове създадени от Pip Bernadotte.